# Hesperornis
Hesperornis ("západní křídlo") je rod jednoho z vývojově nejstarších potápivých ptáků. Žil v období pozdní křídy, asi před 83 až 78 miliony let, na území Severní Ameriky.

## Popis
Hesperornis měl zakrnělá křídla a byl plně uzpůsoben životu ve vodě, vesloval pod hladinou pomocí silných nohou. Na souši se nejspíš pohyboval jen těžkopádně. Dosahoval délky kolem 140 až 180 cm a hmotnosti asi 13 až 25 kg. Měl ještě stále zuby, které mu sloužily k lovu ryb. Způsobem života tak připomínal potáplice, ačkoli s nimi nebyl nijak blízce příbuzný. Podobným rodem byl Parahesperornis.
Některé fosilní objevy (tibiotarzus s rýhami po zubech) ukazují, že se tito vodní ptáci stávali obětí mořských predátorů, například pozdně křídových žraloků.

## Historie
Název Hesperornis znamená doslova „západní pták“, protože většina známých fosílií pochází z amerického Středozápadu (někdejší Velké vnitrozemské moře). Jako první popsal tento druh v roce 1872 americký paleontolog Othniel Charles Marsh. Podobné formy nelétavých specializovaných praptáků z období pozdní křídy byly od té doby objeveny na mnoha místech světa.

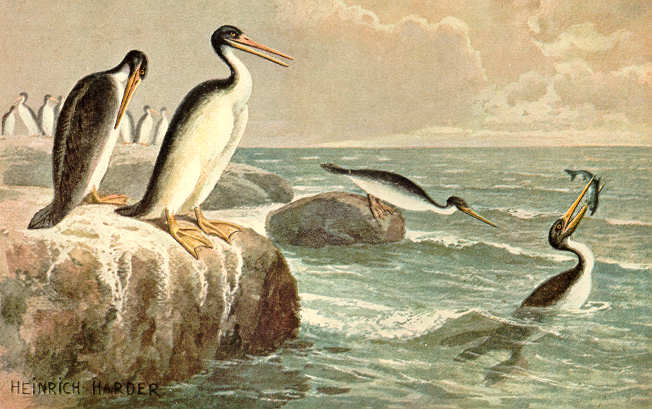
Hesperornis na zastaralé obrazové rekonstrukci Heinricha Hardera (asi 1916)